# Egon (restaurantkæde)
 For alternative betydninger, se Egon. (Se også artikler, som begynder med Egon)
Egon restaurant er en norsk restaurantkæde, hvis første restaurant blev åbnet i Oslo i 1984. Egon er et registreret varemærke som ejes av Norrein AS i Trondheim.
Kæde er opkaldt efter Egon Olsen fra den danske filmserie Olsen-banden og Olsens bowlerhat indgår i logoet. Egons koncept er at gæsterne bestiller og betaler alt ved baren, og derefter år maden serveret. Menuen indeholder 13 frokostretter, 18 hovedretter, 14 pizzavarianter, småretter, salater, sandwicher og hamburgere samt 10 desserter. Alle restauranterne er indrettet med en råt interiør bestående af mursten og planker.
Arve Opsahl, som havde rollen som Egon Olsen i den norske udgave af Olsenbanden var blandt restaurantens gæster i Nordstrand. I 2012 havde kæde restauranter i Norge, hvoraf 12 var i Oslo og Akershus, fem i Trondheim, tre i Hordaland, tre i Oppland, to i Troms, Møre og Romsdal, Rogaland og Vest-Agder, samt en i henholdsvis Nordland, Nord-Trøndelag og Aust-Agder.
I Trondheim har Egon en roterende restaurant i toppen af Tyholttårnet, som roterer 360° i løbet af en time.